# Pseudocanthon sylvaticus
Pseudocanthon sylvaticus är en skalbaggsart som beskrevs av Matthews 1966. Pseudocanthon sylvaticus ingår i släktet Pseudocanthon och familjen bladhorningar. Inga underarter finns listade i Catalogue of Life.